# Tetrastichus palgravei
Tetrastichus palgravei är en stekelart som beskrevs av Girault 1919. Tetrastichus palgravei ingår i släktet Tetrastichus och familjen finglanssteklar. Inga underarter finns listade i Catalogue of Life.